# Pink Panthers
Los Pink Panthers, nombrados a raíz de la serie La Pantera Rosa (en inglés The Pink Panther), es el nombre dado por la Interpol a una red internacional de ladrones de joyas, compuesta principalmente por Serbios, responsables de notables robos de la historia criminal. 
El apodo les fue otorgado por la Policía Británica debido a la película, en la cual un ladrón esconde una gema en un frasco de crema para afeitar. El sobrenombre surgió porque un anillo de diamantes robado en mayo de 2003 en Londres fue oculto de manera similar.
La policía sospecha que la red es responsable de robar más de 500 millones de dólares en un lapso de 20 años.

## Cronología criminal
- 2004. Roban el collar Comtesse de Vendome, con 116 diamantes de 125 quilates, con un valor de alrededor de 20 millones de libras esterlinas.[3]
- 2007. Robo de 3 millones de euros de la joyería Graff, en Dubái, Emiratos Árabes.
- 2008. Robo a la joyería Harry Winston de Paris con un botín estimado en 80 millones de euros.
- 2014, febrero. Es detenido Borko Ilincic, en Alcalá de Henares, por el robo en Dubái de 2007.[4]

## Países en que han robado
Se sospecha que han actuado en al menos 35 países, cometiendo más de 340 robos desde 1999.
- Argentina
- Baréin
- Emiratos Árabes Unidos
- España
- Reino Unido
- Japón
- Italia
- Estados Unidos
- Grecia
- Francia[5]